# Keresztényszocializmus

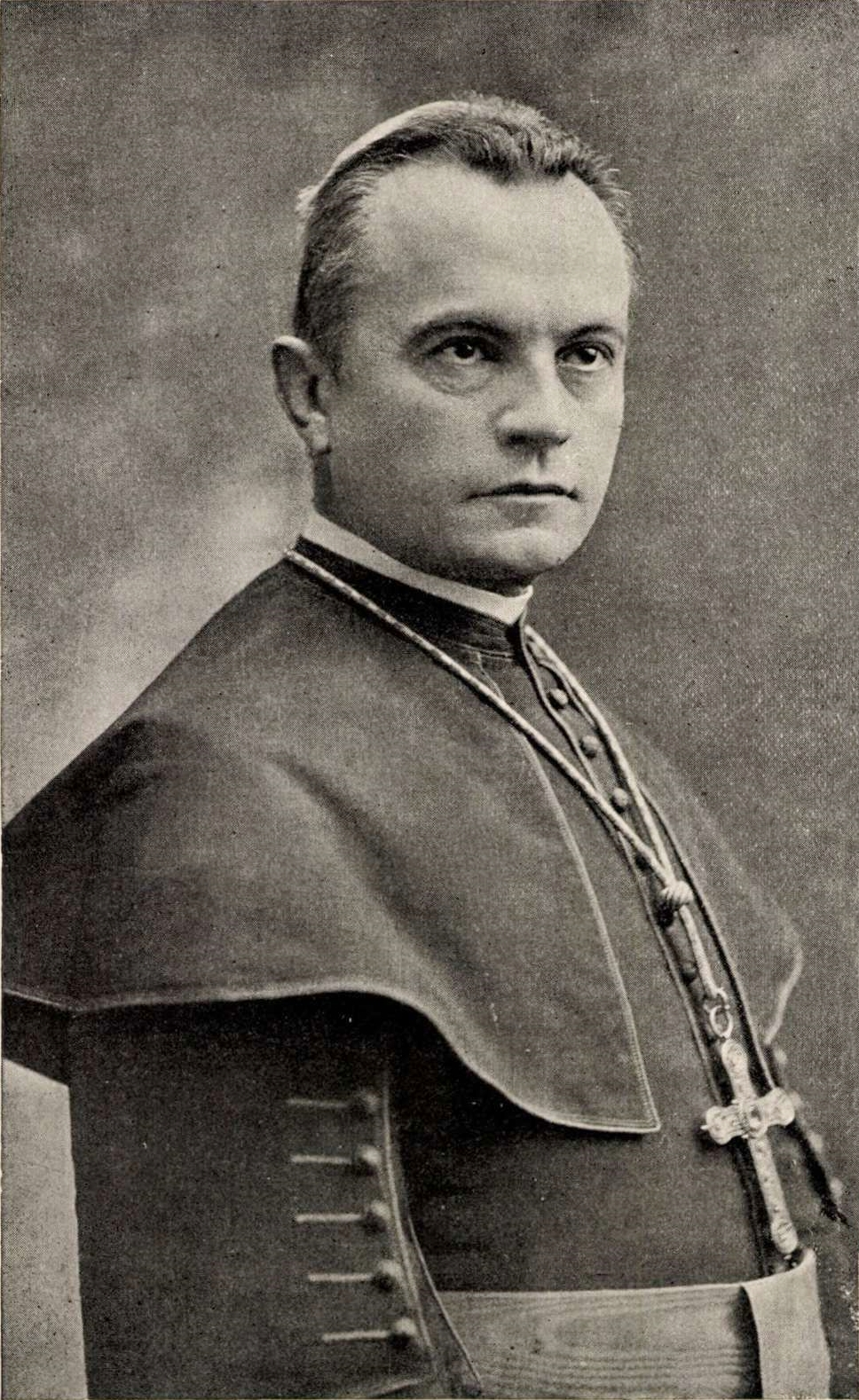
Prohászka Ottokár székesfehérvári megyés püspök, a 20. század eleji magyarországi keresztényszocializmus vezéregyénisége

A keresztényszocializmus a 19. században útjának indult mozgalom, amelynek célja a kereszténység szociális tanításainak terjesztése és megvalósítása. Eleinte szemben állt az embertelenséggel és az állatiassággal, majd a modern korban az individualista liberalizmussal, valamint az osztályharcot hirdető szocializmussal és kommunizmussal.
Európában eleinte közösségek szerveződtek az őskereszténység idején, a 19. századtól pedig több országban is születtek keresztényszocialista pártok (az első Németországban 1871-ben Centrum Párt néven), gyakran kormányt is tudtak alakítani. Néhány államban különvált a katolikus és a protestáns szocializmus.

## Mint politikai ideológia
A keresztényszocializmus szót először angol reformerek (Frederick Denison Maurice, Charles Kingsley és John Ludlow) használták, akik kiadták Traits on christian socialism (A keresztényszocializmus dogmatikája) és Christian socialist (A keresztényszocialista) című hetilapokat 1850-1851-ben. Ludlow pedig 1851-ben megírta a Christian Socialism and its opponents (A keresztényszocializmus és ellenfelei) című munkáját.
Nagy hatása volt Wilhelm Emmanuel von Ketteler, mainzi püspök Arbeiterfrage und Christentum (A munkáskérdés és a kereszténység) 1864-ben megjelent könyvének, amely a munkáskérdést vallási kérdésként tárgyalta, a kapitalizmust pedig a munkások testi-lelki tönkretevőjének és elnyomójának tartja. Gondolatainak egy részét Ferdinand Lassalle-tól vette át. Hasonlóképpen vélekedett Hughes Felicité Robert de Lamennais is, aki Franciaországban először szorgalmazta a munkásosztály védelmét vallási alapon. Pierre Guillaume Frédéric Le Play, francia szociológus a családvédelmet és a családdal kapcsolatos értékek védelmét tartotta elsődlegesnek. Ez később kiemelt helyen szerepelt a legtöbb keresztényszocialista párt programpontjai között.
Az ideológia legfontosabb elvei a perszonalitás (személyesség), a szubszidiaritás (kölcsönös segítség) és a szolidaritás voltak. Szemben állt a liberalizmussal és kommunizmussal, bár néhány célkitűzését átvette. Ilyen volt a munkások munkakörülményeinek javítása és a gyermekmunka elleni harc(sőt Németországban még a munkások sztrájkjogáért is küzdöttek), viszont nem ismerte el az osztályharc létjogosultságát, ugyanakkor nem ismerte el a magántulajdont, mint az emberi önzés és a közösséggel, valamint az Isteni tanítással való ellenkezés megnyilvánulását. A keresztényszocializmus szerint ugyanis az egyén semmi felett -még saját tulajdon teste felett- sem rendelkezik, mindennek csupán Isten kegyelméből adódóan átmeneti használója.
A marxista ideológiával ellentétben egyik fő célja a társadalmi béke megteremtése volt. Ennek a legfontosabb feltétele a társadalmi igazságosság érvényesülése. Mindezt törvényes keretek között kívánta elérni.
Az új ideológia követőkre talált a katolikusok és a protestánsok között egyaránt.

## Magyarországon

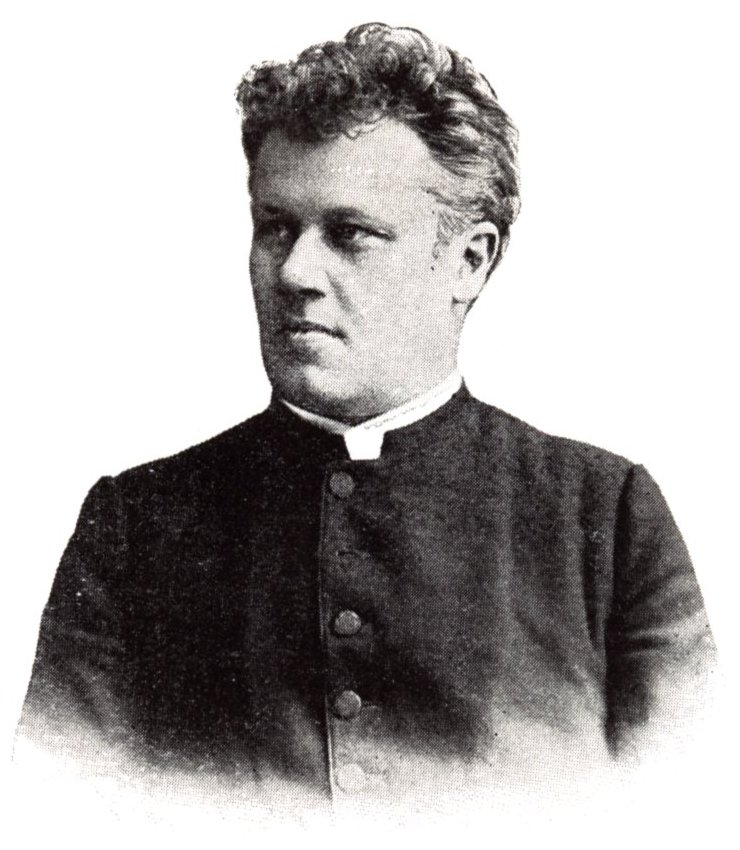
Giesswein Sándor (1856–1923)

Magyarországon az első keresztényszocialista párt az 1894-ben alapított Katolikus Néppárt volt, amelyet Prohászka Ottokár kezdeményezésére hoztak létre a XIII. Leó pápa által kiadott Rerum novarum alapján. Társadalmi bázisát a polgárság és a jómódú parasztság adta.
A második ilyen párt az Országos Keresztényszocialista Párt párt volt, amit 1907-ben alapítottak Szalánczy Andor és Haller István javaslata alapján. A két korai keresztényszocialista párt 1918. február 3-án egyesült Keresztényszociális Néppárt néven. Céljuk egy kormányzóképes párt létrehozása volt. Az új pártban a Katolikus Néppárt konzervatív törekvései háttérbe szorultak, helyettük a párt keresztényszocialista szárnya erősödött meg elsősorban Giesswein Sándornak, Haller Istvánnak és Huszár Károlynak köszönhetően. Az új párt azonban rövid életűnek bizonyult, a szociáldemokrata-kommunista egyházellenes izgatás hatására a párt működése ellehetetlenült, majd be is tiltották.
A Tanácsköztársaság bukása után hazatérők és az itthon szervezkedők két pártba, a Keresztényszociális Gazdasági Pártba és a Keresztény Nemzeti Pártba tömörültek. Ezek még 1919-ben egyesültek, és létrehozták a Keresztény Nemzeti Egyesülés Pártját. (Giesswein Sándor és egy szűk csoport nem csatlakozott az új pártba, mert tartottak a keresztényszocialista törekvések háttérbe szorulásától. Rajtuk kívül a kor összes nagy keresztényszocialista politikusa, mint Prohászka Ottokár, Haller István, gr. Klebelsberg Kuno stb... mind tagjai lettek az új pártnak). Az új nagy párt sorozatban öt miniszterelnököt állított ki Friedrich István, Huszár Károly, Simonyi-Semadam Sándor, gr. Teleki Pál és gr. Bethlen István személyében. A párt Bethlen kormányra kerülésével kettészakadt a kormánypárti Keresztény Nemzeti Gazdasági Gazdasági Pártra (vezetője Zichy János) és az ellenzéki Keresztény Földmíves és Polgári Pártra (vezetője Friedrich István). Ez utóbbi azonban hamar beolvadt az Egységes Pártba, míg előbbi koalícióban kormányzott vele.
A Keresztény Nemzeti Egyesülés Pártjának legradikálisabb keresztényszocialistái egy harmadik pártba tömörültek: az újjáalapított Országos Keresztényszocialista Pártba. Őket Haller István vezette. Végül 1926. február 18-án a párt egyesült a Keresztény Nemzeti Gazdasági Párttal, megalakítva a Keresztény Gazdasági és Szociális Pártot.
1920-1937-ig a Keresztény Gazdasági és Szociális Párt mellett működött a Keresztény Községi Párt is. Ez azonban az országgyűlési választásokon az előbbi pártot támogatta. A két párt 1937. január 26-án összeolvadt az Egyesült Keresztény Pártban. Itt újra egyesültek a kor legnagyobb keresztényszocialista politikusai.
Habár a korai keresztényszocialista pártok egészen az 1920-as évek elejéig jobbközép pártoknak számítottak, már a kezdetektől fokozatosan radikalizálódtak és mindig egy kicsit jobbra tolódtak. A Keresztény Községi Pártot (vezetői Wolff Károly és Csilléry András) már egyértelműen radikális jobboldali pártként tartották számon, és a Keresztény Nemzeti Egyesülés Pártjának elnöke, Prohászka Ottokár is pártja radikális jobbszárnyát vezette. Ez a radikalizmus elsősorban az egyre erősödő antiszemitizmusban nyilvánult meg. Prohászka Ottokár, a numerus clausus és a zsidótörvények elkötelezett támogatója írta 1893-ban:

„Mi az antiszemitizmust nem faji, vallási, hanem szociális, üzleti reakciónak fogjuk fel. (...) A zsidóság fekélye csontvázzá rágta a keresztény magyar népet (...)”

Ugyanő írta később:

„Teljesen igaz, hogy vannak derék zsidók, de a zsidóság idegen, kereszténységet leszorító, honfoglaló, minket kisajátító, idegen hatalom. (...) Itt egy rafinált, romlott, hitetlen és erkölcstelen faj garázdálkodásáról van szó, poloskainvázióról, patkányhadjáratról. Egy kérdés van: hogyan védekezzünk?”

### Keresztényszocialista személyek Magyarországon

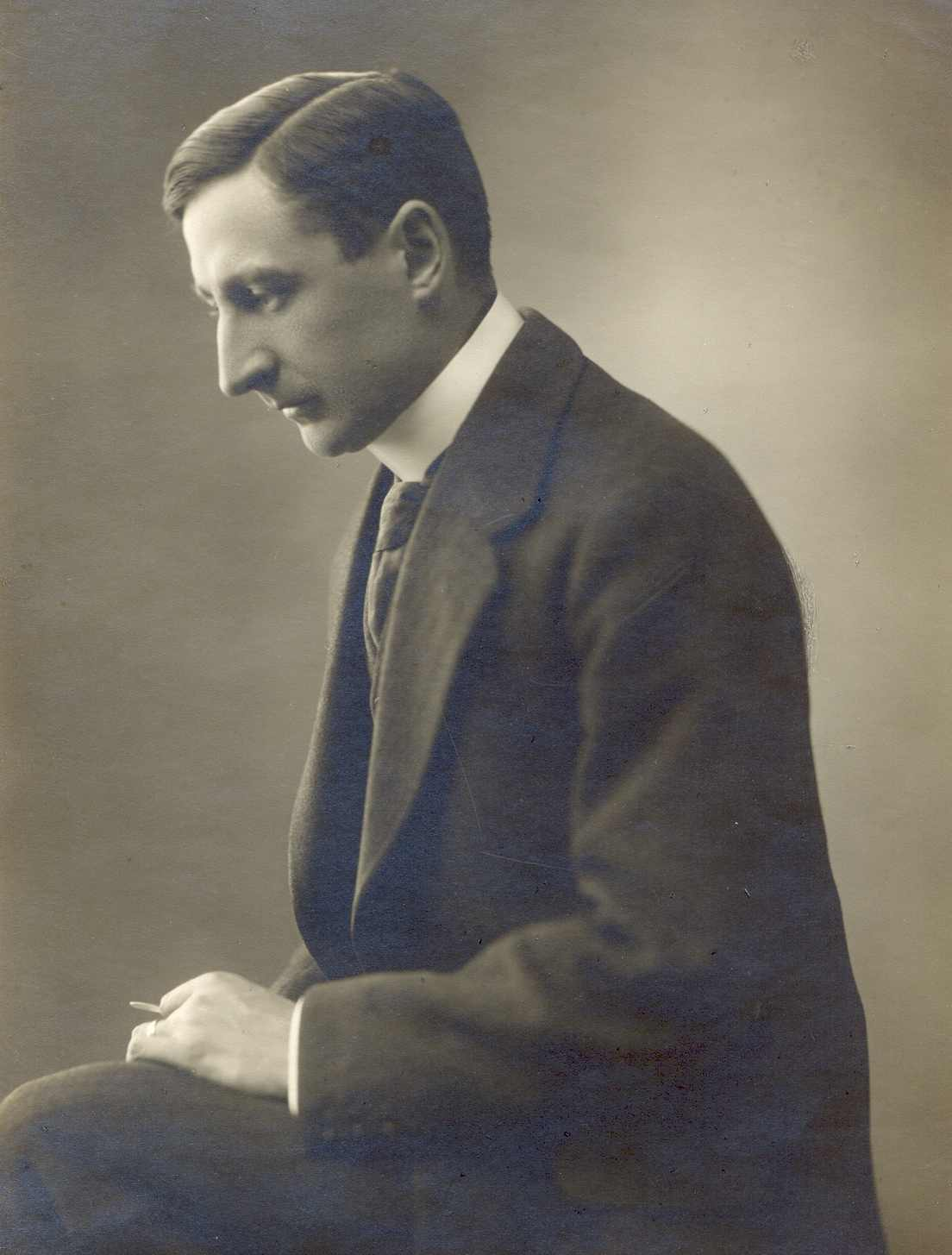
Klebelsberg Kuno (1875–1932)

- Andrássy Klára
- Apponyi Albertné
- Bethlen István
- Csernoch János
- Csilléry András
- Csík József
- Ernszt Sándor
- Esterházy János
- Esterházy Miklós Móric
- Friedrich István
- Frühwirth Mátyás
- Giesswein Sándor
- Griger Miklós
- Haller István
- Huszár Károly
- Klebelsberg Kuno
- Kóródi-Katona János
- Lakatos Géza
- Persián Ádám
- Prohászka Ottokár
- Raffai Sándor
- Simonyi-Semadam Sándor
- Slachta Margit
- Szabó József
- Szapáry Pál
- Széchényi György
- Székely János
- Szmrecsányi György
- Teleki Pál
- Turi Béla
- Vass József
- Wolff Károly
- Zboray Miklós
- Zichy Aladár
- Zichy János
- Zichy Nándor

### Keresztényszocialista pártok Magyarországon
- Katolikus Néppárt (1894-1918)
- Országos Keresztényszocialista Párt (1907-1918)
- Keresztényszociális Néppárt (1918-1919)
- Keresztényszociális Gazdasági Párt (1919-1919)
- Keresztény Nemzeti Párt (1919-1919)
- Keresztény Nemzeti Egyesülés Pártja (1919-1922)
- Keresztény Községi Párt (1920-1939)
- Keresztény Nemzeti Egység Pártja (1922-1926)
- Országos Keresztényszocialista Párt (1923-1926)
- Keresztény Gazdasági és Szociális Párt (1926-1937)
- Egyesült Keresztény Párt
- Keresztény Ellenzék
- Keresztényszocialista Párt
- Független Keresztényszocialista Párt
- Keresztény Nemzeti Front
- Keresztény Nemzeti Egység Tábora
- Keresztény Nemzeti Függetlenségi Párt
- Keresztény Szociális Gazdasági Párt
- Keresztény Földmíves és Polgári Párt
- Keresztény Földmíves és Iparos Párt
- Jobbik Magyarországért Mozgalom

### Országgyűlési választási eredményeik

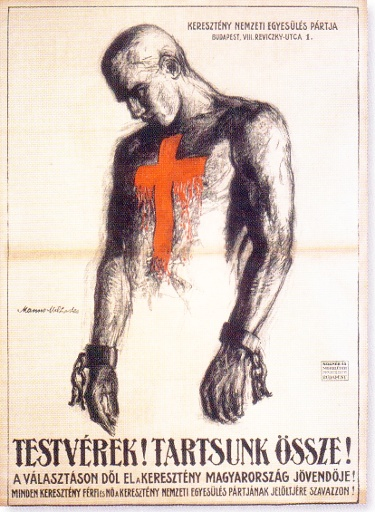
A KNEP egyik választási plakátja

| Választások | Szervezet                              | Szavazatok száma | Szavazatok aránya | Mandátumok száma | Mandátumok aránya | Parlamenti szerepe |
| ----------- | -------------------------------------- | ---------------- | ----------------- | ---------------- | ----------------- | ------------------ |
| 1896-os     | Katolikus Néppárt                      | ?                | ?                 | 18               | 4,36%             | ellenzék           |
| 1901-es     | Katolikus Néppárt                      | ?                | ?                 | 25               | 6,05%             | ellenzék           |
| 1905-ös     | Katolikus Néppárt                      | ?                | ?                 | 25               | 6,05%             | kormánypárt        |
| 1906-os     | Katolikus Néppárt                      | ?                | ?                 | 33               | 7,99%             | kormánypárt        |
| 1910-es     | Katolikus Néppárt                      | ?                | ?                 | 13               | 3,14%             | ellenzék           |
| 1910-es     | Országos Keresztényszocialista Párt    | ?                | ?                 | 1                | 0,24%             | ellenzék           |
| 1920-as     | Keresztény Nemzeti Egyesülés Pártja    | ?                | ?                 | 84               | 38,68%            | kormánypárt        |
| 1920-as     | Keresztény Nemzeti Párt                | ?                | ?                 | 2                | 0,91%             | ellenzék           |
| 1920-as     | Keresztény Szociális és Gazdasági Párt | ?                | ?                 | 1                | 0,46%             | ellenzék           |
| 1922-es     | Keresztény Nemzeti Egyesülés Pártja    | 70 706           | 4,33%             | 10               | 4,10%             | kormánypárt        |
| 1922-es     | Szövetkezett Keresztény Ellenzék       | 20 610           | 1,26%             | 5                | 2,05%             | kormánypárt        |
| 1922-es     | Keresztény Földmíves és Polgári Párt   | 103 705          | 6,35%             | 11               | 4,51%             | ellenzék           |
| 1922-es     | Keresztényszocialista Párt             | 69 096           | 4,23%             | 7                | 2,87%             | ellenzék           |
| 1922-es     | Keresztény Egység Tábora               | 59 508           | 3,65%             | 5                | 2,05%             | ellenzék           |
| 1922-es     | Keresztény Földmíves és Iparos Párt    | 3 584            | 0,22%             | 1                | 0,41%             | ellenzék           |
| 1922-es     | Keresztény Nemzeti Párt                | 3 547            | 0,22%             | ―                | ―                 | nem jutott be      |
| 1926-os     | Keresztény Gazdasági és Szociális Párt | 157 275          | 15,33%            | 35               | 14,29%            | kormánypárt        |
| 1931-es     | Keresztény Gazdasági és Szociális Párt | 184 618          | 12,22%            | 32               | 13,96%            | kormánypárt        |
| 1931-es     | Keresztény Ellenzék                    | 17 880           | 1,18%             | 2                | 0,82%             | ellenzék           |
| 1931-es     | Keresztényszocialista Párt             | 10 996           | 0,73%             | 1                | 0,41%             | ellenzék           |
| 1931-es     | Keresztény Gazdasági Ellenzéki Párt    | 7 109            | 0,47%             | 1                | 0,41%             | ellenzék           |
| 1931-es     | Keresztény Nemzeti Ellenzéki Párt      | 5 318            | 0,35%             | 1                | 0,41%             | ellenzék           |
| 1931-es     | Keresztény Szociális és Gazdasági Párt | 2 343            | 016%              | ―                | ―                 | nem jutott be      |
| 1931-es     | Független Keresztényszocialista Párt   | 2 096            | 0,14%             | ―                | ―                 | nem jutott be      |
| 1931-es     | Pártonkívüli keresztény ellenzéki      | 412              | 0,03%             | ―                | ―                 | nem jutott be      |
| 1935-ös     | Keresztény Gazdasági és Szociális Párt | 175 165          | 8,87%             | 14               | 5,71%             | ellenzék           |
| 1935-ös     | Keresztény Ellenzék                    | 9 156            | 0,46%             | 1                | 0,41%             | ellenzék           |
| 1935-ös     | Keresztény Nemzeti Front               | 8 526            | 0,43%             | 1                | 0,41%             | ellenzék           |
| 1939-es     | Egyesült Kereszténypárt                | 56 943           | 1,54%             | 4                | 1,54%             | ellenzék           |
| 1939-es     | Keresztény Nemzeti Függetlenségi Párt  | 14 024           | 0,38%             | ―                | ―                 | nem jutott be      |
| 1939-es     | Keresztény Ellenzék                    | 2 384            | 0,06%             | ―                | ―                 | nem jutott be      |

## Európában

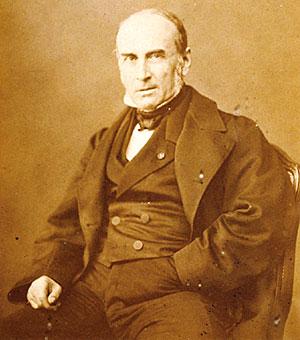
Pierre Guillaume Frédéric le Play (1806-1882)

Az első és a második ipari forradalom után a szegénységben élő munkások problémáinak megoldása, és ezzel együtt az egyházellenes marxista ideológia visszaszorítása az egyház egyik legfontosabb feladatává lépett elő. Ezt az ügyet karolta fel Wilhelm Emmanuel von Ketteler mainzi püspök, és sok más francia és angol gondolkodó, mint Pierre Guillaume Frédéric Le Play és Charles Kingsley. Őket tekinthetjük a keresztényszocializmus megalapítóinak.
A kommunizmussal ellentétben a keresztényszocialisták úgy vélték, hogy a munkáskérdést a fennálló társadalmi rend keretein belül is meg lehet oldani. Ezzel a gondolattal pedig számos prominens személyiség szimpátiáját kivívták arisztokrata körökből is. Ilyen volt a német Löwenstein hercegés az osztrák Karl Vogelsburg báró. XIII. Leó pápa is támogatta a keresztényszocialista elképzeléseket. Ő adta ki az első szociális pápai enciklikát, a Rerum novarumot (jelentése: Az új dolgok). A körlevél - amelyet Prohászka Ottokár fordított le magyarra - erélyesen érvelt a magántulajdon mellett és az osztályharc ellen.
Több országban (Franciaországban és Ausztriában) alakultak szakszervezetek keresztényszocialista nyomásra. Javaslatokat tettek a munkások életbiztosítására, illetve a minimálbér meghatározására, Rómában pedig társadalomtudományi kör alakult. Sorra alakultak meg a különböző munkáskörök is. A francia Albert de Mun által alapított Œuvre des Cercles catholiques d'ouvriers (A munkások katolikus körének műve) 1884-ben 50 ezer tagot számlált.

### Keresztényszocialista személyek Európában
Angliában:
- Frederick Denison Maurice
- Charles Kingsley
- John Ludlow
- Henry Edward Manning
- George Jacob Holyoake

Németországban:
- Wilhelm Emánuel Freiherr von Ketteler
- Christoph Moufang
- Georg Ratzinger
- Carl Gotthelf Todt
- Adolf Stoecker
- Carl Mez

Ausztriában
- Carl von Vogelsang
- Karl Lueger

Franciaországban:
- Pierre Guillaume Frédéric le Play
- Hughes Felicité Robert de Lamennais
- François René de La Tour du Pin Chambly
- Adolphe de Ségur-Lamoignon

Belgiumban:
- Charles-Émile Freppel
- Eugène Edine Pottier

### Keresztényszocialista pártok Európában
Németországban:
- Német Centrum Párt (1871-1933)

Ausztriában:
- Christlichsoziale Partei (1893-1943)

Olaszországban:
- Opera dei Congressi (1874-1904)
- Cristiano Sociali (1993-működő)

Franciaországban:
- Le Sillon (1894-1910)
- Ligue de la jeune république (1912-1957)

Hollandiában:
- Christelijk-Sociale Partij (1907-1926)
- Bond Christen-Socialisten (1907-1926)

Svájcban:
- Christlich-soziale Partei (1997-működő)